# 艾奥瓦陆军弹药厂
艾奥瓦陆军弹药厂（英語：Iowa Army Ammunition Plant，简称IAAAP）是美国艾奥瓦州东南部得梅因縣伯灵顿附近隶属于美国国防部的大型弹药生产设施。该弹药厂始建于1940年11月，次年投产。